# 瓜达洛普世
瓜达洛普世（英語：Guadalupian）是二叠纪的第二个世（统），舊稱为中二叠世（Middle Permian）。瓜达洛普世之前是乌拉尔世，之后是乐平世。它的名称来自新墨西哥州瓜达洛普山脉，年代在272.3±0.5–259.8±0.4Mya。在这一世期间，兽孔目逐渐繁盛，发生了称为奥尔森灭绝事件的小型灭绝事件和称为卡匹敦期灭绝事件的大灭绝事件。

## 名称与背景
瓜达洛普世是二叠纪的第二个世，也是中间一个世。现用名称最早在1900年代初出现，被国际二叠纪地层学专门委员于1996年4月接受。:126–130不過，中国地质学界仍有将这一时期称为「中二叠世」者。瓜达洛普世的名称来自新墨西哥州瓜达洛普山脉，国际年代地层图V2021/07将其年代订正为273.01±0.14–259.51±0.21 mya。

## 分期

### 罗德期
罗德期介于272.3±0.5–268.8±0.5Mya。
奥尔森灭绝事件是一次世界范围的陆生脊椎动物灭绝事件，发生于罗德期到沃德期。到二叠纪—三叠纪大灭绝前，动物群系都没能从奥尔森灭绝事件中恢复过来。这次恢复的时间有争议，有些学者指出它被延长了，直到三叠纪，长达3000万年。
奥尔森灭绝期间发生了数起事件，最值得注意的是巨型兽属的起源，该演化支包括哺乳动物的祖先。对最近于中国西大沟组发现的罗德期原始兽孔目爬行动物的研究，可能可以对该话题提供进一步证据。:393–400

### 沃德期
沃德期介于268.8±0.5–265.1±0.4Mya。
沃德期的基底可被定义为牙形石物种Jinogondolella aserrata化石首次出现的地层。该地层的全球参考剖面位于得克萨斯州瓜达洛普山脉的Getaway岩架。
沃德阶顶端(即卡匹敦阶下缘)被定义为牙形石物种Jinogondolella postserrata首次出现的地层。

### 卡匹敦期
卡匹敦期介于265.1±0.4–259.8±0.4Mya。
瓜达洛普世结束于不断恶化的环境、日益严重的温室效应和数个同时发生的灭绝事件中，这一时期大型恐头兽亚目、部分陆地脊椎动物和海洋中一些无脊椎动物灭绝。它们稍后被新的类哺乳爬行类代替。
卡匹敦期灭绝事件与海洋的缺氧事件和海洋酸化有关，可能是由创造了峨眉山暗色岩的火山活动导致。:1411–1421这次灭绝事件可能和约1000万年后规模大得多的二叠纪—三叠纪灭绝事件有关。
卡匹敦期海洋石灰岩的δ13C碳同位素水平激增。这个变化可以反映全球变冷。:21–38
这可能使得卡匹敦期末灭绝現象发生于大型䗴（Verbeekninidae）、大型双壳纲（巨型双壳翅蛤科）和皺紋珊瑚亞綱（卫根珊瑚科）等暖水物种。:11–21

### 其他划分
有时使用的时代划分有：
- Kazanian或Maokovian (欧洲) [270.6 ± 0.7–260.4 ± 0.7 Mya]
- Braxtonian(新西兰) [270.6 ± 0.7–260.4 ± 0.7 Mya]

## 气候
瓜达洛普世的气候与今日的中亚比较像。盘古大陆有着非常干热的夏天和非常严寒的冬天。沿海地带则有热带季风与草原气候。
瓜达洛普世前三分之二仍是温和热带气候。后来全球气候变干，煤矿不再形成。气候变化还使得新的四足动物、爬行动物、鱼类、植物和无脊椎动物涌现。
在瓜达洛普世后三分之一，温度也开始下降，许多珊瑚礁都枯萎了。激增的火山活动还使得空气氧气含量下降，带来温室效应和大灭绝。

## 生物多样性
瓜达洛普世巨型兽属成为陆上主要的优势动物，取代了先前盘龙目的优势地位。巨型兽属从盘龙的楔齿龙类演化而来。:90–119巨型兽属包括4个主要演化支：恐头兽亚目、草食异齿亚目、肉食巴莫鳄亚目和肉食为主的兽齿类。在演化多样性短暂爆发后，巨头兽类在晚瓜达洛普世大量灭绝。

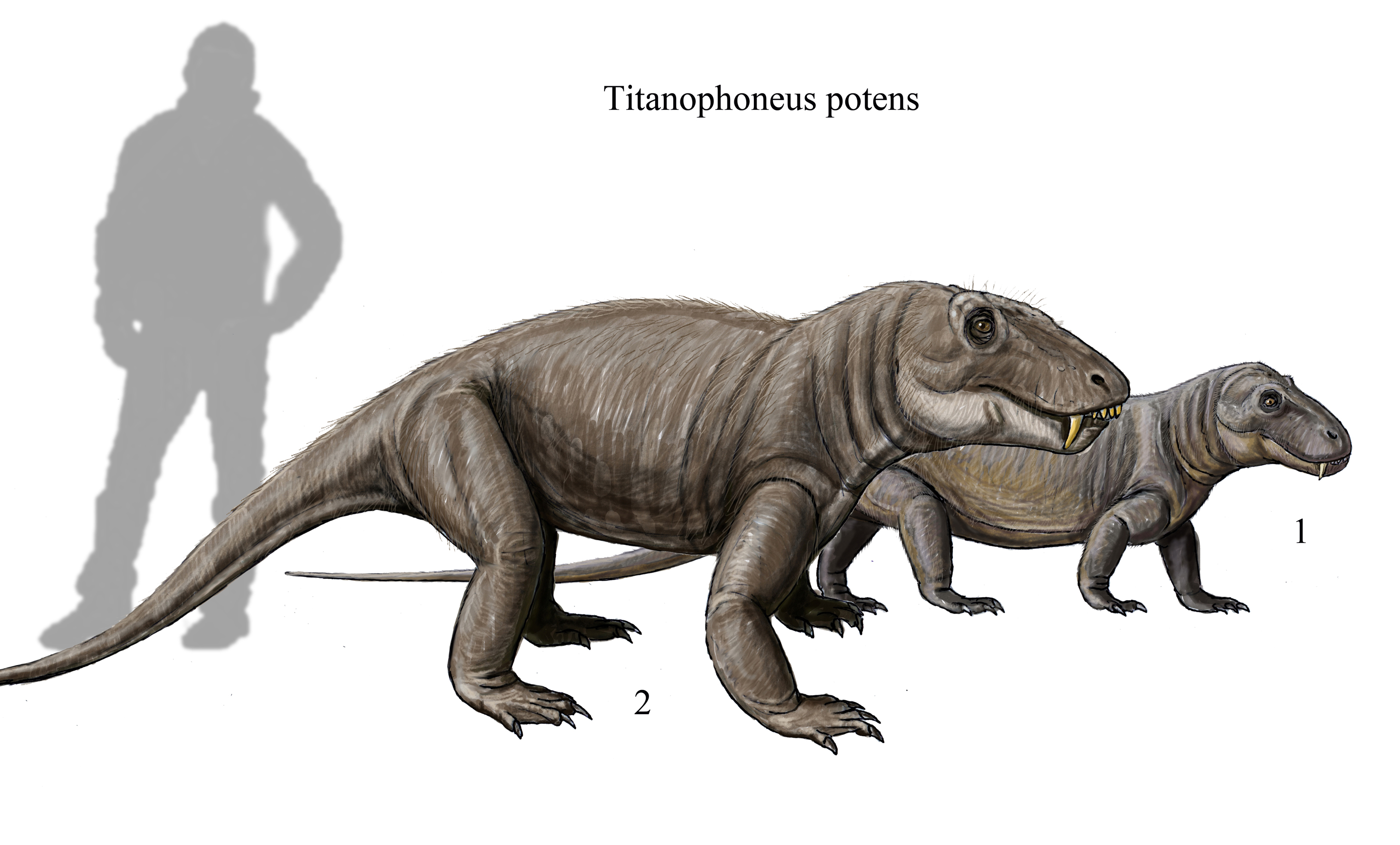
巨型兽属，瓜达洛普世的顶级掠食者

二叠纪—三叠纪灭绝事件之前一次大型生物集群灭绝发生于273Ma的早瓜达洛普世。:759–765
这次灭绝也被称为奥尔森间断，曾被认为是化石的保留出了问题。自1990年代以来，它被重新命名为奥尔森灭绝事件。这次灭绝接近瓜达洛普世的开始，使得全球范围内三分之二的陆生脊椎动物灭绝。:100–116末期全球生物多样性迅速提升可能是填补空缺生态位的结果，瓜达洛普世末灭绝事件又使得吴家坪期生物多样性大幅降低。
奥尔森灭绝事件的成因众说纷纭。最可能的是气候变迁，堪萨斯州的二叠纪地层展现了严酷的环境，气温高企、酸性降水很可能同奥尔森灭绝事件同时出现。:587–590仍不清楚这次气候变化是自然变化的结果，还是受外部事件影响产生的。